# Таганрозький район
Таганрозький район — адміністративно-територіальна одиниця, що існувала в УСРР у 1920 (як Таганрізький район) і РРФСР у 1938—1962 роках.

## Історія
Вперше створений 16 квітня 1920 року після передачі частини території Області війська Донського до Донецької губернії Української СРР. У грудні того ж року районний поділ було скасовано і Таганрізький район було переформатовано на повіт.
У 1923-1929 роках існував Таганрізький округ (з 1923 року у складі Донецької губернії Української СРР, 16 жовтня 1924 року округ відійшов до Південно-Східної області РРФСР), який у 1929 році було включено до складу Донського округу Південно-Східній області РРФСР. 
30 липня 1930 Донський округ було скасовано, і його райони відійшли в пряме підпорядкування Північно-Кавказького краю.
У вересні 1938 року в складі Ростовської області утворено Таганрозький район (з центром в місті Таганрог). 
У квітні 1962 року Таганрозький район було скасовано, а його територія увійшла в Неклинівский район Ростовської області.